# Каза дел Медико I (Фрозиноне)
Каза дел Медико I је насеље у Италији у округу Фрозиноне, региону Лацио.
Према процени из 2011. у насељу је живело 14 становника. Насеље се налази на надморској висини од 227 м.